# Tully Heads
Tully Heads – miasto w Australii, w stanie Queensland, nad Oceanem Spokojnym.